# Batarà pissarrós de Natterer
El batarà pissarrós de Natterer (Thamnophilus stictocephalus) és una espècie d'ocell de la família dels tamnofílids (Thamnophilidae).

## Hàbitat i distribució
Habita els boscos del centre del Brasil, nord i nord-est de Bolívia.